# Justicia fittonioides
Justicia fittonioides är en akantusväxtart som beskrevs av Spencer Le Marchant Moore. Justicia fittonioides ingår i släktet Justicia och familjen akantusväxter. Inga underarter finns listade i Catalogue of Life.